# Elezioni parlamentari in Giappone del 1990
Le elezioni parlamentari in Giappone del 1990 si tennero il 18 febbraio per il rinnovo della Camera dei rappresentanti. In seguito all'esito elettorale, Toshiki Kaifu, esponente del Partito Liberal Democratico, fu confermato Primo ministro; nel 1991 gli successe Kiichi Miyazawa, espressione del medesimo partito.

## Risultati
| Liste                          | Voti       | %     | Seggi |
| ------------------------------ | ---------- | ----- | ----- |
| Partito Liberal Democratico    | 30 315 417 | 46,14 | 275   |
| Partito Socialista Giapponese  | 16 025 473 | 24,39 | 136   |
| Kōmeitō                        | 5 242 675  | 7,98  | 45    |
| Partito Comunista Giapponese   | 5 226 987  | 7,96  | 16    |
| Partito Democratico Socialista | 3 178 949  | 4,84  | 14    |
| Shaminren                      | 566 957    | 0,86  | 4     |
| Partito Progressista           | 281 793    | 0,43  | 1     |
| Altri                          | 58 536     | 0,09  | –     |
| Indipendenti                   | 4 807 524  | 7,32  | 21    |
| Totale                         | 65 704 311 | 100   | 512   |